# بلهارسية دموية
بلهارسية دموية (بالإنجليزية: Schistosoma haematobium)‏ ينتشر الداء في الشرق الأوسط و الهند ، البرتغال و أفريقيا.